# أولاد بوعزيز

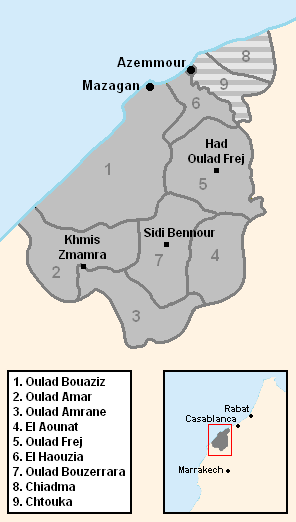

أولاد بوعزيز قبيلة عربية مغربية تقع على ساحل المحيط الأطلسي بإقليم دكالة، وتقع مدينة الجديدة في أراضيها، تحدها شرقا قبيلة أولاد فرج وقبيلة أولاد بوزرارة، وشمالا قبيلة الحوزية، وغربا ساحل المحيط الأطلسي، وجنوبا قبيلة أولاد عمور وأكثر انتشارهم بخب روضان غرب بريده

## النسب والفروع
يرجع أصل قبيلة أولاد بوعزيز إلى عرب بني هلال، فهم أبناء عزيز بن محمد بن عبد الله بن علي من بني قرة بن عمرو بن عبد مناف بن هلال. أما فروعها الأصلية فستة:
- أولاد ذويب
- أولاد حَسِّين
- أولاد عيسى
- أولاد ظليم
- أولاد مسعود
- أولاد غانم

و يدخل فيهم فرقة من عرب الحياينة من بني معقل.

## تاريخ القبيلة
دخل أولاد بوعزيز في جملة العرب الذين أدخلهم المنصور الموحدي المغرب الأقصى بعد انتصاره على ابن غانية بتونس، وأنزلهم بمنازلهم الحالية. يقول ليون الأفريقي في كتابه وصف إفريقيا: كانت أثبج أشرف العرب وأنبهها شأنا فاختارهم المنصور لسكنى دكالة وسهول تادلة ويؤدون في أيامنا هذه ضرائب جسيمة لملك البرتغال تارة، ولملك فاس تارة أخرى، ويبلغ عددهم نحو مائة ألف مقاتل نصفهم من الفرسان. وأولاد بوعزيز يدرجون في أثبج لأن قرة وإخوانهم العمور يدرجون في الأثبج حلفا من غير أن يكونوا من نسبهم.
و قد نقل المنصور السعدي أولاد بوعزيز إلى ناحية أزغار بعد تمردهم وحل محلهم بنو سفيان إلى أن توفي السلطان السعدي سنة 1012 هجرية فارتحل سفيان إلى الغرب وعاد أولاد بوعزيز إلى موطنهم الأول.
كان لأولاد بوعزيز اليد الطولى في استرجاع مدينة آزمور من يد البرتغال سنة 1536م ممثلا في أولاد ذويب، كما شارك فرعي ذويب وحسين في استرجاع مدينة البريجة (الجديدة) من يد البرتغاليين سنة 1769م فكافأهم السلطان محمد الثالث العلوي بإعطائهم المدينة وأضاف إليهم حامية من عنده.

## الأشراف
- حفدة الشيخ سيدي إسماعيل صاحب الزاوية المسماة باسمه.
- أولاد بوعنان.
- أولاد سيدي محمد الزحاف.
- القواسم.
- فرع الشرفاء شرق القبيلة.

## وصلات خارجية
http://tribus-maroc.blogspot.com/2010/11/blog-post_5445.html
www.alnssabon.com/
http://www.facebook.com/pages/Les-tribus-arabes-du-Maroc-%D8%A7%D9%84%D9%82%D8%A8%D8%A7%D8%A6%D9%84-%D8%A7%D9%84%D8%B9%D8%B1%D8%A8%D9%8A%D8%A9-%D8%A7%D9%84%D9%85%D8%BA%D8%B1%D8%A8%D9%8A%D8%A9/219054988182744